# CR-Baureihe SL
Die CR-Baureihe SL ist eine 2’C’1-Schnellzugdampflokomotive der chinesischen Staatsbahn und eine der ältesten Personenzug-Baureihen Chinas.

## Geschichte
Die Ära der SL in China begann 1908 mit den sieben von ALCO gelieferten Maschinen der späteren SL11, die seitdem auf den Strecken zwischen Dalian und Changchun eingesetzt wurden. Mit den Varianten SL7 uns SL8 standen China auch zwei Stromlinienbaureihen zur Verfügung. Mit ihnen wurde auch der Asia-Express zwischen Dalian und Changchun bespannt. Durch die Baureihe SL7 wurde der Asia-Express zum schnellsten Zug in China. Es wurden Spitzengeschwindigkeiten von 120 km/h erreicht. Damit überbot die in Japan gebaute Stromlinien-Pazifik sogar die japanischen Schnellzüge. Die einzigen Varianten, die in größerer Stückzahl gebaut wurden, waren die SL6 und die SL3. Von der SL3 wurden zwischen 1934 und 1940 96 Stück hergestellt, von denen 30 zur chinesischen Staatsbahn gelangten. Zwischen 1908 und 1958 wurden der chinesischen Staatsbahn etwa 607 Exemplare der Baureihen-Gattung SL geliefert. Mit 423 Exemplaren, die zwischen 1933 und 1958 gebaut wurden, ist die SL6 die am stärksten vertretene Variante und auch sonst die meistgebaute Personenzug-Dampflok in China. Zwischen 1933 und 1944 hatten Dalian, Sifang und die SMRs schon 272 SL6 gebaut. Erst im Jahr 1956 nahmen die Werke von Sifang die Produktion der SL6 wieder auf und stellten bis 1958 noch 151 weitere Lokomotiven her. Danach wechselten die Konstrukteure zur Weiterentwicklung RM. Bis Ende der 1980er Jahre waren die Loks vor allem im Norden Chinas stark im Personenzugdienst vertreten. Die planmäßigen Einsätze endeten 1991 mit den letzten drei SL6-Lokomotiven 631, 635 und 680 von Jilin. Andere Baureihen der Gattung SL hielten sich etwa bis 1980. 

## Technische Daten
Sie ist der Vorgänger der CR-Baureihe RM. Die meisten Maschinen waren auf die Normalspur ausgelegt. Ein paar waren auf Breitspur ausgelegt. Die Tender der zweizylindrigen SL6 fassen 14 t Kohle und 30 m³ Wasser. Die SL6 erreicht eine Höchstgeschwindigkeit von 110 km/h. Die Stromlinienlok SL7 konnte dagegen eine Höchstgeschwindigkeit von 140 km/h erreichen.